# Lazy Sunday
『Lazy Sunday』（レイジー・サンデー）は、2007年7月からInterFM897で放送されているラジオ番組。

## 概要
番組名の「Lazy Sunday」とある通りLazy（気を抜いて）ゆるく放送している。
メインDJであるGeorge Cockleは「興味のないことは一瞬で忘れるけれど、大好きな曲の情報は何年 経っても覚えてる…！」（番組HPから引用）

## パーソナリティ
- George Cockle（2007年7月 - ）
- 渡辺麻耶（2011年4月3日 - ）

## 放送時間

### 現在
- 毎週日曜 11:00 - 14:56（2021年2月7日[3] - ）

### 過去
- 毎週日曜 11:00 - 15:00（？ - 2021年1月31日[4]）

## タイムテーブル
2021年2月現在のタイムテーブルであり、時間に関しては日によって変動する場合がある。
- 11:00 オープニング
- 11:15 コーナー紹介
- 11:45 Lazy News
- 12:00 Lazy Friends（ゲスト登場時のみ）
- 12:35 Think about with TOKYO RAINBOW PRIDE
- 12:56 InterFM Traffic Report
- 13:05 Future Design
- 13:35 Causette.Joli presents Radio Beauté - 渡辺麻耶（第2）、鎌倉天幕 presents blissful time（第4）
- 14:20 Gold Request
- 14:54 エンディング

## コーナー

### 現在
- Lazy News
- Lazy Friends
- Future Design
- Gold Request
- Think about with TOKYO RAINBOW PRIDE
- Causette.Joli presents Radio Beauté
- 鎌倉天幕 presents blissful time

### 過去
- MIHAMACITY 検見川浜 presents 海浜くらしの研究所
- InterFM897 TOKYO RAINBOW PRIDE 2019 SPECIAL「ONE LOVE」
- HOKTO presents PREMIUM BOOK

## ネット局
- Radio NEO（2014年4月 - 2020年6月）